# Saint-Usage (Aube)
Saint-Usage település Franciaországban, Aube megyében. Lakosainak száma 69 fő (2022. január 1.). Saint-Usage Champignol-lez-Mondeville, Fontette, Noé-les-Mallets, Vitry-le-Croisé és Villars-en-Azois községekkel határos.

## Népesség
A település népessége az elmúlt években az alábbi módon változott:
| Lakosok száma | 110  | 98   | 86   | 85   | 81   | 78   | 76   | 73   | 72   | 69   |
|               | 1968 | 1982 | 1990 | 2006 | 2013 | 2015 | 2017 | 2019 | 2020 | 2022 |